# یونانی‌ها
یونانی‌ها یا هِلِن‌ها (به یونانی: Έλληνες) یک گروه قومی بومی کشورهای یونان و قبرس هستند. همچنین بخشی بزرگی از آنان در سراسر جهان پراکنده هستند.
جوامع و مراکز یونانی‌ها از دوران باستان در گوشه گوشه مدیترانه بوده‌است. اما یونانیان به صورت گسترده در پیرامون دریای اژه هستند جایی که از دوران باستان زبان یونانی صحبت می‌شده‌است. تا اوایل قرن بیستم مردم یونان به صورت یکنواخت میان شبه جزیره یونان، سواحل غربی آسیای صغیر، مصر، قبرس، پونتوس و قسطنطنیه زندگی می‌کردند. بسیاری از این مناطق بر مرزهای امپراتوری روم شرقی در اواخر قرن یازدهم و مدیترانه شرقی که از دوران باستان یونانی‌نشین بوده منطبق است.
پس از پایان جنگ‌های ترکیه و یونان در سال‌های ۱۹۱۹ تا ۱۹۲۲ و تبادل جمعیتی گسترده میان این دو کشور و همچنین محدودیت مسیحیان از سوی ترکیه به جز در قسطنطنیه (به ویژه یونانیان) یونانیان به سمت مرزهای کنونی کشورهای قبرس و یونان فرستاده شدند. گروه‌های جمعیتی دیگر یونانی را می‌توان امروزه در جنوب ایتالیا و قفقاز و جوامع یونانی در سراسر جهان یافت. امروزه بیشتر یونانیان پیرو کلیسای ارتدوکس یونانی هستند.